# Elisa Bulgarelli
Elisa Bulgarelli (Bologna, 20 ottobre 1971) è una politica italiana.

## Biografia
Nata a Bologna, vive a San Lazzaro di Savena, diplomata in perito agrario, esercita la professione di psicomotricista.

### Elezione a senatore
Alle elezioni politiche del 2013 viene candidata al Senato della Repubblica, ed eletta senatrice tra le liste del Movimento 5 Stelle (M5S) nella circoscrizione Emilia-Romagna. Nella XVII legislatura della Repubblica è stata componente della 5ª Commissione Bilancio, membro della Commissione parlamentare antimafia e  vice-capogruppo del M5S al Senato.